# Résidence du capitaine Miša
La résidence du capitaine Miša (en serbe cyrillique : Капетан-Мишино здање ; en serbe latin : Kapetan-Mišino zdanje) est un édifice situé à Belgrade, la capitale de la Serbie. Il se trouve sur le Studentski trg (la « Place des Étudiants ») dans la municipalité de Stari grad et abrite aujourd'hui les bureaux du rectorat de l'université de Belgrade. En raison de son importance, le bâtiment figure sur la liste des monuments culturels d'importance exceptionnelle de la république de Serbie et sur la liste des biens culturels de la ville de Belgrade.

## Histoire

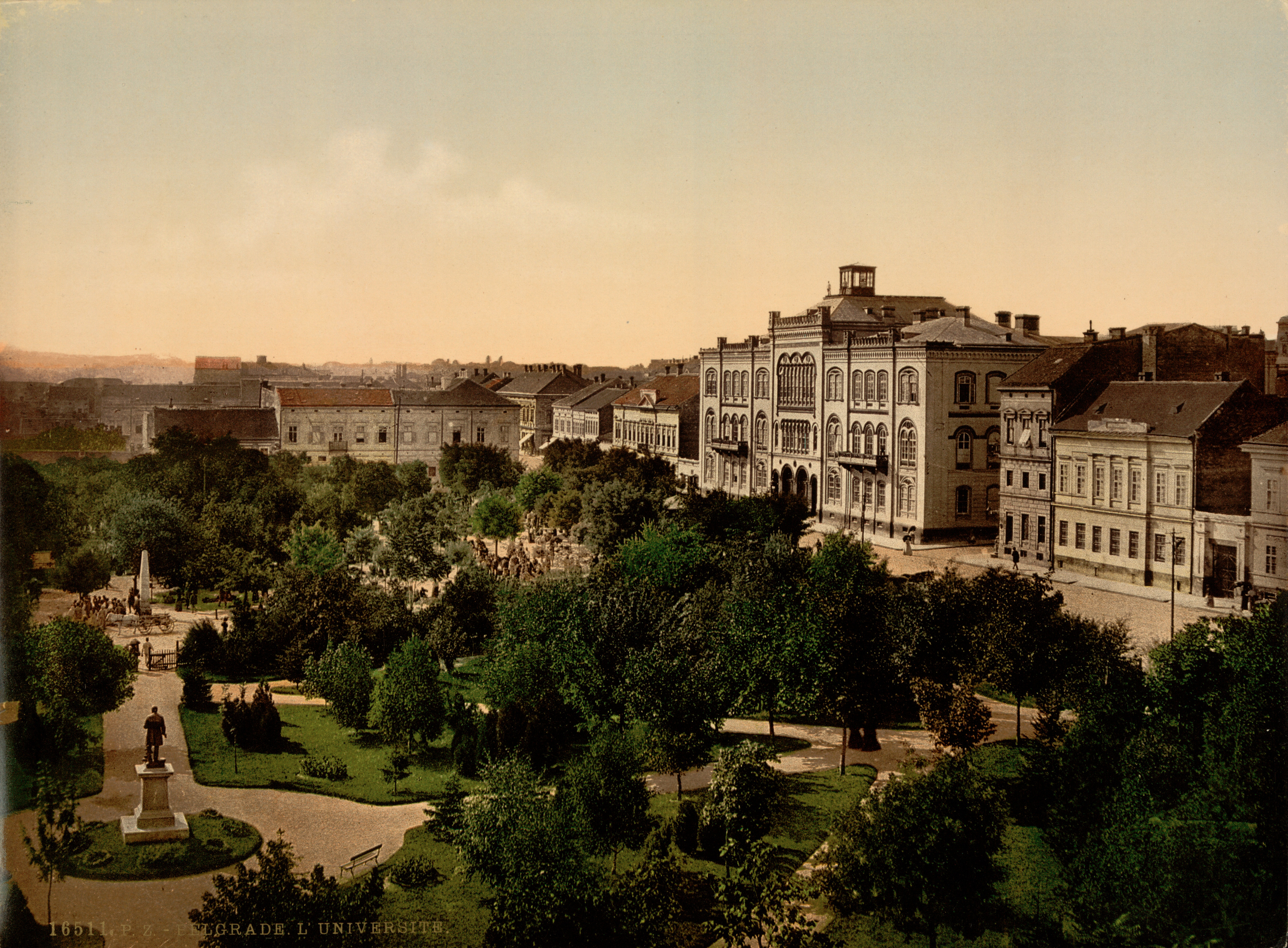
La résidence en 1890

La résidence du capitaine Miša a été construite entre 1858 et 1863 pour Miša Anastasijević, le « capitaine du Danube », un riche marchand partenaire en affaires du prince Miloš Obrenović. Originellement, le bâtiment était conçu pour servir de palais monumental au petit-fils de Karađorđe (Karageorges), qui était marié à Sara, la plus jeune des filles du capitaine mais, dès l'achèvement de la construction, Miša Anastasijevic offrit la résidence à sa « Mère patrie à des fins éducatives » et, en septembre 1863, la Haute école, fondée par Dositej Obradović en 1808, vint s'y installer. Par la suite, le ministère de l'Éducation, la Bibliothèque nationale, le musée national de Serbie et d'autres institutions culturelles occupèrent les lieux. La résidence abrite aujourd'hui l'administration de l'université de Belgrade.

## Architecture

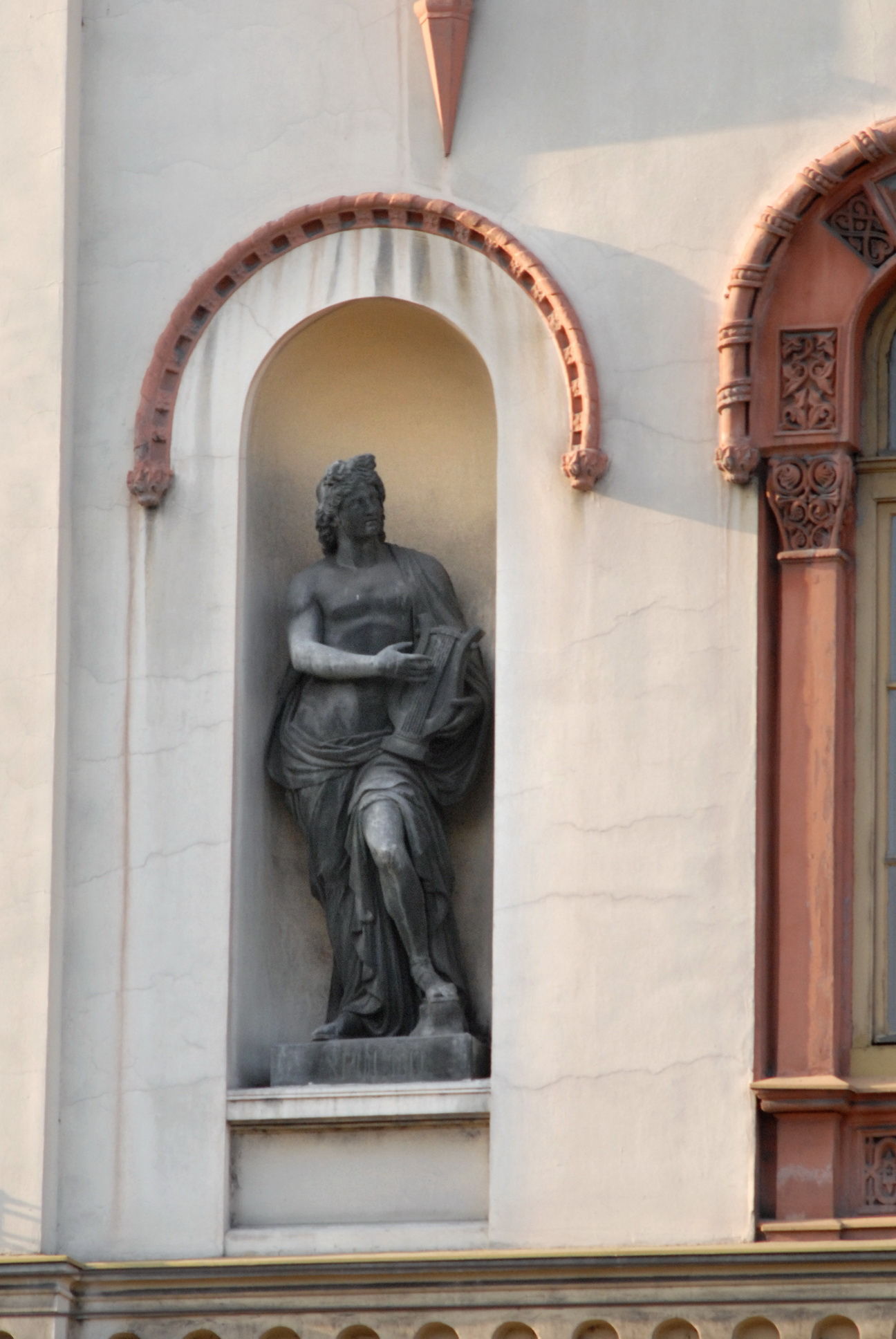
Une sculpture de la façade

La résidence du capitaine Miša a été conçue par l'architecte tchèque Jan Nevole, avec l'aide de Kosta Šreplović et les travaux ont été réalisés par Jozef Steinlechner. Elle se caractérise par un style éclectique, mélange de roman, de gothique et d'architecture néo-renaissance.
La façade principale est composée de deux ailes symétriques, ordonnées autour d'une avancée centrale qui, à l'intérieur, correspond à un vaste hall d'entrée. L'ensemble est rythmé par un décor polychrome, avec des sculptures situées au milieu de la façade, dans des niches spécialement conçues pour les recevoir, représentant Apollon et Minerve.
Des travaux de restauration ont été effectués sur le bâtiment en 1972, 1977, 1989 et 2009.